# Хейсли, Майкл
Майкл Хейсли (англ. Michael E. Heisley; 13 марта 1937 — 26 апреля 2014) — американский предприниматель, в прошлом основной владелец команды «Мемфис Гриззлис» Национальной баскетбольной ассоциации. В 2001 году организовал переезд «Гриззлис» из Ванкувера, хотя при покупке клуба в 2000 году обещал оставить его в Ванкувере. В 2006 году согласился продать 70 % акций команды консорциуму, членами которого были Кристиан Леттнер и Брайан Дэвис, однако они в оговоренный срок не выкупили команду. Никто больше не предложил запрошенную сумму в 300 млн долларов.
В 2012 году Хейсли решил продать «Гриззлис» и удалится от финансовых дел в связи со своим возрастом. 11 июня 2012 года было объявлено, что основатель Ubiquiti Networks Роберт Пера станет новым владельцем клуба, однако Хейсли будет оставаться в составе правления, пока сделка не будет заключена.
Хейсли умер 26 апреля 2014 года в возрасте 77 лет.

## Биография
Хейсли родился в Вашингтоне, округ Колумбия, вырос в Александрии (Виргиния). Также жил в Чикаго и на Джупитер-Айленд, Флорида. Окончил Джорджтаунский университет. Женат, имеет 5 детей. Несколько раз включался в список самых богатых людей мира по версии Форбс.
Кроме баскетбольной команды, Хейсли являлся владельцем нескольких компаний:
- Heico Holding, Inc.[10]
- The Heico Companies, LLC
- Heico Acquisitions
- Stony Lane Partners[10]